# Pseudocyrtodontidae
Pseudocyrtodontidae zijn een uitgestorven familie van tweekleppigen uit de orde Nuculanida.